# CPR (企業)
株式会社CPR（しーぴーあーる、英：CPR Inc.）は、埼玉県志木市に本社を置く総合建設会社である。
1996年に発足した千葉興業を母体とし設立（2017年に株式会社CPRに商号変更）

## 沿革
- 1996年　塗装を基幹事業とした千葉興業を創設
- 2001年　事業内容を拡大し、有限会社千葉美装興業を設立する
- 2003年　株式会社シー・ピー・アールに商号を変更するとともに、本店を異動し現在の礎となる事業体制となる
- 2017年　事業規模の拡大に併せ、株式会社CPRに商号を変更し、千葉支店を設置する
- 2018年　建設業許可　国土交通大臣許可（般-29）第26970号を取得
- 2020年　宅地建物取引業者免許　埼玉県知事（1）第24212号を取得

## 会社所在地
- 本社（本店）所在地 - 埼玉県志木市柏町3丁目7番23号（本社登記住所。自社オフィス：内装工事部門、外装工事部門、施工管理部門）
- 支社（千葉支店）所在地 - 千葉県千葉市中央区川崎町51-1-2F（企画・設計部門、施工管理部門）

## 許認可登録
建設業許可
国土交通大臣許可（般-4）第26970号
宅地建物取引業者免許　
埼玉県知事（1）第24212号